# Paul Cadmus

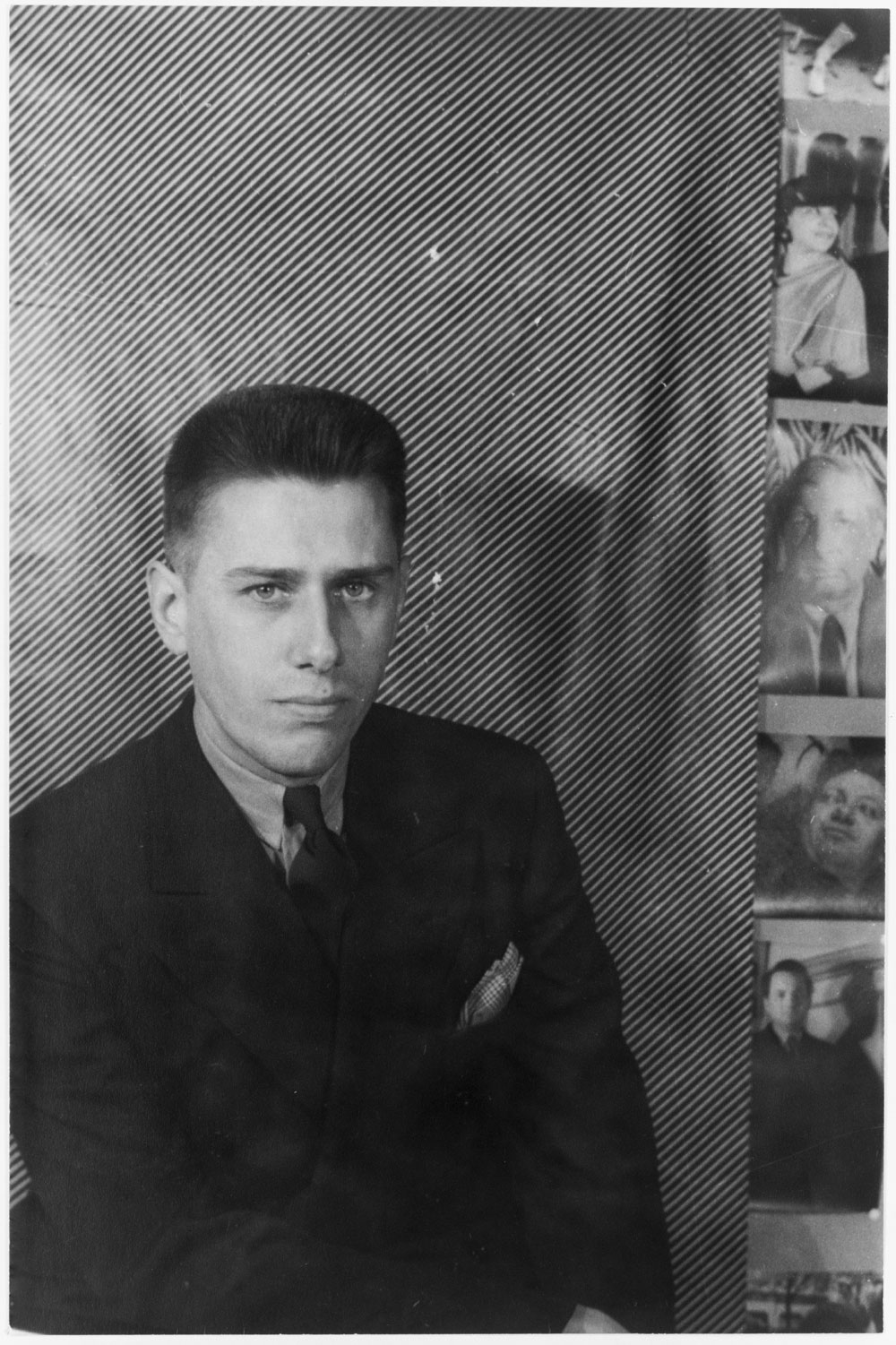
Paul Cadmus

Paul Cadmus (* 17. Dezember 1904 in New York City; † 12. Dezember 1999 in Weston, Connecticut) war ein US-amerikanischer Maler.

## Leben und Wirken
Er wurde durch Malereien und Zeichnungen von nackten männlichen Figuren bekannt. Seine Werke kombinieren Elemente der Erotik und der Sozialkritik, um einen (als Stil bezeichneten) Magischen Realismus zu erreichen. Cadmus benutzte für seine Gemälde die schwierige Eitempera-Technik. Im Jahr 1934 malte Cadmus The Fleet’s In!, während er für Public Works of Art Project von der WPA arbeitete. Dieses Gemälde, das Seeleute, Frauen und ein homosexuelles Paar zeigt, führte in der Öffentlichkeit zu einem Aufschrei der Entrüstung und wurde aus der Ausstellung der Corcoran Gallery of Art entfernt. Doch diese öffentliche Empörung verhalf seiner Karriere zu einem Sprung nach vorn. Er lebte über 35 Jahre mit seinem Lebensgefährten Jon Anderson, der Motiv vieler seiner Werke wurde, zusammen, er verstarb 1999, fünf Tage vor seinem 95. Geburtstag in seinem Haus in Weston, Connecticut.

## Künstlerischer Werdegang (Auszug)
- 1926: National Academy of Design (Beginn seiner Ausbildung)
- 1928: Art Students League of New York
- 1931–1933: Reisen durch Europa
- 1975: Wahl zum Mitglied der American Academy of Arts and Letters[1]
- 1979: Assoziiertes Mitglied (ANA) der National Academy
- 1980: Wahl zum Vollmitglied (NA) derselben[2]

## Liste von Werken (Auswahl)
- The Fleet’s In!, 1933, Navy Art Gallery, Washington Navy Yard
- YMCA Locker Room, 1933
- Shore Leave, 1933
- Greenwich Village Cafeteria, 1934
- Coney Island, 1935
- Aspects of Suburban Life: Main Street, 1935, D.C. Moore Gallery
- Aspects of Suburban Life: Golf, 1936, Virtual Museum of Canada
- Sailors and Floozies, 1938, Whitney Museum of American Art, New York City
- Pocahontas and John Smith, 1938, Port Washington Post Office
- Two Boys on a Beach #1, 1938, D.C. Moore Gallery
- Bathers, 1939
- Herrin Massacre, 1940
- Aviator, 1941
- The Shower, 1943
- The Seven Deadly Sins, 1945 – 1949
- What I Believe, 1947 – 1948, The Marion Koogler McNay Art Museum, San Antonio, Texas
- Playground, 1948
- The Bath, 1951, Whitney Museum of American Art, New York City[3]
- Manikins, 1951
- Bar Italia, 1953–55
- Night in Bologna, 1958, American Art Museum, Washington, DC
- Sunday Sun, 1958 – 1959
- Male Nude, 1966, Kemper Museum of Contemporary Art, Missouri
- The Haircut, 1986
- Final Study for the House that Jack Built, 1987, D.C. Moore Gallery
- Me: 1940-1990, 1990, D.C. Moore Gallery
- Jon Reading NM248, 1992, D.C. Moore Gallery
- Jon Extracting a Splinter NM255, 1993, D.C. Moore Gallery

## Ausstellungen
- Corcoran Gallery, Washington, DC, 1935
- Midtown Galleries, New York, 1937
- Whitney Museum of American Art, New York, 1996
- D.C. Moore Gallery, New York, 1996

## Biographien
- Sutherland, David. Paul Cadmus, Enfant Terrible at 80. Dokumentarfilm, 1984
- Kirstein, Lincoln. Paul Cadmus, 1984
- The Drawings of Paul Cadmus, (Einführung von Guy Davenport)